# Media Player Classic
Media Player Classic é um tocador multimídia compacto para Windows. Exige poucos recursos do computador. É esteticamente similar ao Windows Media Player 6.4, com mais opções de apresentação e configuração.
O Media Player Classic foi criado e mantido pelo programador "Gabest", que desenvolveu o programa originalmente sob código fonte fechado, tornando-o open source mais tarde. Utiliza a licença GNU General Public License (GPL) e seu desenvolvimento passou a ser documentado no projeto Guliverkli hospedado em SourceForge.net. Diversos utilitários, codecs e outras ferramentas são disponibilizados na página do projeto.

## Alternativas
Devido à paralisação no desenvolvimento do Media Player Classic em Maio de 2006, vários bugs foram deixados sem correção. A comunidade do fórum Doom9 desde então vem mantendo suas próprias modificações; uma delas é destinada à corrigir bugs e atualizar componentes internos datados, sendo este lançamento numerado como 6.4.9.1; enquanto o outro, Media Player Classic Homecinema, se destina à adicionar novos recursos, e ao mesmo tempo corrigir bugs e atualizar componentes internos.
Em comunicado datado de Março de 2007, o programador "Gabest" informou que o desenvolvimento do Media Player Classic não havia sido encerrado em definitivo, mas desde então não teve progressos em atualizar o código do programa.

## Desenvolvimento
Media Player Classic foi criado e mantido por um programador chamado "Gabest" que também criou gráficos PCSX2 plugins GSDX. Ele foi desenvolvido como um aplicativo de código fechado, mas depois relicensed como software livre sob os termos da GNU General Public License. MPC está hospedado no âmbito do projecto guliverkli no SourceForge.net. O projeto em si é algo de uma organização guarda-chuva para obras de Gabest.
Devido a uma tenda no desenvolvimento do Media Player Classic em maio de 2006, muitos erros foram deixadas de lado. A comunidade no forum Doom9, desde então, continuou o projeto em duas veias principais. A versão conhecida como Media Player Classic 6.4.9.1 foi feito para corrigir bugs e atualização de bibliotecas desatualizadas; desenvolvimento da sua sucursal está inativo. A outra versão, chamada Media Player Classic - Home Cinema, destina-se a adição de novos recursos, bem como a correção de bugs e atualização de bibliotecas. Gabest, o principal desenvolvedor da versão original, no mês de Março de 2007, que o desenvolvimento do Media Player Classic não está morto, mas que ele não foi capaz de trabalhar com ele.
MPC-HC atualiza o player original e adiciona muitas funcionalidades úteis, incluindo a opção de remover lacrimejamento, decodificadores de vídeo adicionais (em especial, H.264, VC-1 e MPEG-2 com suporte a DirectX Video Acceleration), um maior apoio Video Renderer e múltipla correções de bugs. Há também uma versão 64 bits do Media Player Classic Home Cinema para as várias plataformas Windows x64.
MPC-HC requer o Windows XP para ter o Service Pack 3.
A partir da versão 1.4.2499.0, MPC-HC implementou o suporte de gerenciamento de cores, uma característica incomum em players de vídeo no momento. O suporte do Windows 8 foi introduzido na versão 1.6.5. Começando com a versão 1.6.6 as versões estáveis são assinados.
Além de versões estáveis conforme publicado no SourceForge, compilações noturnas também estão disponíveis ao público. MPC-HC também é distribuído no formato PortableApps.
Em 16 de julho de 2017, foi comunicado que o projeto terminou porque os desenvolvedores ativos chegou a zero.